# Baskakeren
Baskakeren foi o Vigésimo Terceiro Rei da Dinastia Napata do Reino de Cuxe que governou de 405 a 404 a.C., sendo o sucessor de seu irmão Amanineteyerike. Sua titularidade não foi preservada.

## Histórico
Durante seu breve reinado ocorreu finalmente a queda do domínio persa no Egito, quando aproveitando a morte do Rei Dario II e de uma revolta triunfante dos medos, Amirteu acabou arregimentando tropas que pôs fim à XXVII dinastia egípcia e dando origem à sua dinastia (404 - 399 a.C.) 
Provavelmente grande parte do reinado de Baskakeren foi consumido com o complexo protocolo de viagens, procissões e cerimonias destinadas a legitimar sua coroação e obter as bençãos de Ámon.
Morreu em 404 a.C. e como era tradição, Baskakeren foi enterrado na necrópole de Nuri na pirâmide nº 17.  Esta era relativamente pequena, com 12,30 m de lado. Trata-se de uma pirâmide construída com blocos de arenito e rodeado por um muro. Por uma escada de 32 degraus se ascendia às dependências de sua câmara mortuária. Ambas estão cobertas com estuque branco e na primeira podemos observar algumas pinturas contendo um disco solar alado. Uma estela com o seu nome foi conservada no Meroe Museum em Cartum.
Após sua morte assumiu o trono, dando um salto geracional, seu sobrinho Harsiotef que governou de 404 a 369 a. C.